# Arquebisbat de Nova Orleans

Escut de l'arxidiòcesi

L'arquebisbat de Nova Orleans (anglès: Archdiocese of New Orleans, francès: Archidiocèse de La Nouvelle-Orléans, llatí: Archidioecesis Novae Aureliae) és una seu metropolitana de l'Església Catòlica als Estats Units, que pertany a la regió eclesiàstica V (AL, KY, LA, MS, TN). Al 2016 tenia 510.599 batejats sobre una població de 1.276.497 habitants. Actualment està regida per l'arquebisbe Gregory Michael Aymond.

## Territori
L'arxidiòcesi comprèn 8 parròquies civils de Louisiana, als Estats Units: Jefferson, Orleans, Plaquemines, St. Bernard, St. Charles, St. John the Baptist, St. Tammany i Washington.
La seu arxiepiscopal és la ciutat de Nova Orleans, on es troba la catedral de Sant Lluís, rei de França.
El territori s'estén sobre 10.898 km², i està dividit en 110 parròquies.

### Província eclesiàstica
La província eclesiàstica de Nova Orleans, instituïda el 1850, comprèn les següents diòcesis sufragànies:
- bisbat de Alexandria,
- bisbat de Baton Rouge,
- bisbat de Houma-Thibodaux,
- bisbat de Lafayette,
- bisbat de Lake Charles,
- bisbat de Shreveport.

## Història
La diòcesi de Louisiana i les dues Florides es va establir el 25 d'abril de 1793 amb el breu Cum eximius eques del Papa Pius VI, amb territori desmembrat de la diòcesi de Sant Cristòfor de l'Havana (avui arxidiòcesi), i es va fer sufragània de l'arxidiòcesi de Santo Domingo. La diòcesi, en principi, inclòs un extens territori i estendre els territoris dels estats actuals de Louisiana, Mississipi, Alabama, Florida, Kansas, Arkansas, Missouri, Texas i gran part d'Illinois.
A principis del segle xix, la diòcesi vivia un llarg període de sede vacante i, al mateix temps, passava de la jurisdicció espanyola a la dels Estats Units. Probablement en aquest període la diòcesi va esdevenir immediatament subjecta a la Santa Seu. En 1815 es va nomenar un nou bisbe a la persona del missioner francès Louis-Guillaume-Valentin Dubourg, originari d'Haití, que va establir la seva seu a Saint Louis, Louisiana Superior (avui Missouri).
Entre els anys vint i trenta del segle xix, la diòcesi, citada a les fonts com la "Diòcesi de Nova Orleans", cedí porcions de territori per a l'erecció de noves circumscripcions eclesiàstiques: el 26 d'agost de 1825 a favor de l'erecció del vicariat apostòlic d'Alabama i Florida (avui arquebisbat de Mobile); el 18 de juliol de 1826, en benefici de l'erecció de la diòcesi de Saint Louis (avui arxidiòcesi); el 28 de juliol de 1837, en benefici de l'erecció del bisbat de Jackson; i el 1839 per aprofitar l'erecció de la prefectura apostòlica de Texas (avui arquebisbat de Galveston-Houston).
El 19 de juliol de 1850, i en virtut de la butlla Ad supremum Apostolicae Sedis del Papa Pius IX, va ser elevada al rang d'arxidiòcesi metropolitana.
Posteriorment va cedir més parts del seu territori per aprofitar l'erecció de noves diòcesis: la diòcesi de Natchitoches (avui bisbat de Alexandria) el 29 de juliol de 1853; el bisbat de Lafayette l'11 de gener de 1918; el bisbat de Baton Rouge el 22 de juliol de 1961; i el bisbat de Houma-Thibodaux el 2 de març de 1977.
L'arxidiòcesi ha estat involucrat en un procés d'abusos físics i sexuals de menors d'edat residents a la Madonna Manor i al 'Hope Haven per part de sacerdots, religiosos i laics que treballaven per a l'arxidiòcesi, que va començar fa diverses dècades; a l'octubre de 2009, l'arxidiòcesi s'ha compromès a tancar el cas mitjançant el pagament de més de $5 milions a les víctimes.

## Cronologia episcopal
- Luis Ignatius Peñalver y Cárdenas † (12 de setembre de 1794 - 20 de juliol de 1801 nomenat arquebisbe de Guatemala)
- Francisco Porró Reinado † (20 de juliol de 1801 - 17 de gener de 1803 nomenat bisbe de Tarassona)
  - Sede vacante (1803-1815)
  - Louis-Guillaume-Valentin Dubourg, P.S.S. † (18 d'agost de 1812 - 18 de setembre de 1815 nomenat bisbe) (administrador apostòlic)
- Louis-Guillaume-Valentin Dubourg, P.S.S. † (18 de setembre de 1815 - 1 de febrer de 1825 renuncià)
  - Joseph Rosati, C.M. † (18 de juliol de 1826 - 4 d'agost de 1829) (administrador apostòlic)
- Leo Raymond De Neckère, C.M. † (4 d'agost de 1829 - 5 de setembre de 1833 mort)
- Anthony Blanc † (19 de juny de 1835 - 20 de juny de 1860 mort)
- Jean Marie (John Mary) Odin, C.M. † (15 de febrer de 1861 - 25 de maig de 1870 mort)
- Napoleon Joseph Perché † (25 de maig de 1870 - 27 de desembre de 1883 mort)
- Francis Xavier Leray † (28 de desembre de 1883 - 23 de setembre de 1887 mort)
- Francis August Anthony Joseph Janssens † (7 d'agost de 1888 - 9 de juny de 1897 mort)
- Placide Louis Chapelle † (1 de desembre de 1897 - 9 d'agost de 1905 mort)
- James Herbert Blenk, S.M. † (20 d'abril de 1906 - 20 d'abril de 1917 mort)
- John William Shaw † (25 de gener de 1918 - 2 de novembre de 1934 mort)
- Joseph Francis Rummel † (9 de març de 1935 - 8 de novembre de 1964 mort)
- John Patrick Cody † (8 de novembre de 1964 - 14 de juny de 1965 nomenat arquebisbe de Chicago)
- Philip Matthew Hannan † (29 de setembre de 1965 - 6 de desembre de 1988 jubilat)
- Francis Bible Schulte † (6 de desembre de 1988 - 3 de gener de 2002 jubilat)
- Alfred Clifton Hughes (3 de gener de 2002 - 12 de juny de 2009 jubilat)
- Gregory Michael Aymond, des del 12 de juny de 2009

## Estadístiques
A finals del 2016, l'arxidiòcesi tenia 510.599 batejats sobre una població de 1.276.497 persones, equivalent al 40,0% del total.
| any  | població | població  | població | sacerdots | sacerdots       | sacerdots       | sacerdots             | diaques | religiosos | religiosos | parròquies |
| ---- | -------- | --------- | -------- | --------- | --------------- | --------------- | --------------------- | ------- | ---------- | ---------- | ---------- |
| any  | batejats | total     | %        | total     | clergat secular | clergat regular | batejats por sacerdot | diaques | homes      | dones      |            |
| 1949 | 456.100  | 1.039.576 | 43,9     | 457       | 186             | 271             | 998                   |         | 367        | 1.658      | 159        |
| 1966 | 603.000  | 1.281.700 | 47,0     | 553       | 207             | 346             | 1.090                 |         | 521        | 2.057      | 154        |
| 1970 | 636.242  | 1.380.400 | 46,1     | 582       | 230             | 352             | 1.093                 |         | 602        | 1.706      | 153        |
| 1976 | 663.012  | 1.370.980 | 48,4     | 619       | 275             | 344             | 1.071                 | 19      | 575        | 1.217      | 165        |
| 1980 | 529.706  | 1.263.200 | 41,9     | 531       | 241             | 290             | 997                   | 40      | 539        | 1.258      | 134        |
| 1990 | 542.849  | 1.380.200 | 39,3     | 531       | 237             | 294             | 1.022                 | 150     | 515        | 1.084      | 146        |
| 1999 | 482.373  | 1.332.771 | 36,2     | 431       | 229             | 202             | 1.119                 | 186     | 129        | 831        | 146        |
| 2000 | 468.798  | 1.333.285 | 35,2     | 411       | 220             | 191             | 1.140                 | 196     | 341        | 866        | 146        |
| 2001 | 489.652  | 1.331.561 | 36,8     | 406       | 220             | 186             | 1.206                 | 193     | 333        | 824        | 146        |
| 2002 | 488.004  | 1.360.436 | 35,9     | 397       | 218             | 179             | 1.229                 | 211     | 320        | 800        | 142        |
| 2003 | 488.584  | 1.355.542 | 36,0     | 406       | 218             | 188             | 1.203                 | 203     | 316        | 765        | 142        |
| 2004 | 488.004  | 1.359.136 | 35,9     | ?         | 195             | ?               | ?                     | 190     | 331        | 739        | 142        |
| 2009 | 387.101  | 1.075.283 | 36,0     | 358       | 195             | 163             | 1.081                 | 192     | 237        | 458        | 108        |
| 2013 | 520.056  | 1.238.228 | 42,0     | 352       | 197             | 155             | 1.477                 | 211     | 240        | 424        | 107        |
| 2016 | 510.599  | 1.276.497 | 40,0     | 329       | 198             | 131             | 1.551                 | 221     | 198        | 404        | 110        |